# Sainte Agathe (Sano di Pietro)
Pour les articles homonymes, voir Sainte Agathe.
Sainte Agathe – ou Sant'Agata en italien – est un tableau réalisé par le peintre italien Sano di Pietro vers 1445-1450. De format vertical, cette petite tempera sur panneau de bois est une peinture chrétienne probablement issue d'un retable. Elle représente Agathe de Catane en pied sur fond d'or. Vêtue de rouge et coiffée d'un voile blanc, la sainte porte ses attributs : dans sa main gauche un bol contenant ses seins ensanglantés et dans son autre main, reposant contre son épaule droite, la tenaille utilisée pour les arracher pendant son martyre. Achetée en 1863, l'œuvre est conservée au musée de Tessé, au Mans, dans la Sarthe, en France.